# 166 a. C.
El año 166 a. C. fue un año del calendario romano prejuliano. En el Imperio romano, fue conocido como el año 588 Ab Urbe condita.

## Acontecimientos

### Por lugar

#### Imperio seléucida
- El rey seléucida Antíoco IV monta una campaña contra los partos que están amenazando su imperio en el este. Deja a su canciller, Lisias, con responsabilidad por el gobierno de Siria meridional y la custodia de su hijo.
- El líder de la revuelta judía contra el gobierno sirio, Matatías, muere y su tercer hijo, Judas, asume el liderazgo de la revuelta de acuerdo con la disposición en su lecho de muerte de su padre.
- La Batalla de Beth Horon se lucha entre fuerzas judías lideradas por Judas Macabeo y un ejército seléucida. Macabeo gana el elemento sorpresa y con éxito supera al ejército sirio mucho más grande.
- La Batalla de Emaús tiene lugar entre los rebeldes judíos liderados por Judas Macabeo y fuerzas seléucida enviados por Antíoco IV y liderado por Lisias y su general, Gorgias. En la batalla posterior, Judas Macabeo y sus hombres tienen éxito a la hora de rechazar a Gorgias y forzar su ejército fuera de Judea y abajo hasta la llanura costera en lo que es una importante victoria en la guerra por la independencia de Judea.

#### República romana
- El dramaturgo romano Terencio Andria (La muchacha de Andros) es interpretado por vez primera en los juegos megalesios.

#### China
- Laoshang lidera 140.000 Xiongnu de caballería en una razia en Anding, y llegan tan lejos como el retiro real en Yong.

## Fallecimientos
- Matatías, padre de Judas Macabeo, sacerdote judío de Modi'in, cerca de Jerusalén, quien había comenzado y liderado brevemente una rebelión por los judíos en Judea contra el reino seléucida de Siria
- Perseo de Macedonia

- Datos: Q46544